# Tělovýchovná jednota Třineckých železáren
Tělovýchovná jednota Třineckých železáren (zkráceně TJ TŽ Třínec). je sportovní klub v českém městě Třinec. Jednota byla založena v roce 1945 a má celkem 19 sportovních oddílů. Atletický oddíl disponuje jedním z největších stadionů v ČR.

## Oddíly
V současné době[kdy?] má jednota 19 oddílů:
- Oddíl atletiky[3]
- Oddíl BMX[4]
- Oddíl cyklistiky[5]
- Oddíl gymnastiky[6]
- Oddíl házené[7]
- Oddíl horolezectví[8]
- Oddíl karate[9]
- Oddíl basketbalu[10]
- Oddíl kulturistiky[11]
- Oddíl lyžování[12]
- Oddíl orientačního běhu[13]
- Outdoorový oddíl [14]
- Oddíl plavání[15]
- Šachový oddíl[16]
- Oddíl zápasu[17]
- Oddíl skialpinismu[18]
- Oddíl stolního tenisu[19]
- Oddíl volejbalu[20]
- Oddíl vzpírání [21]